# Ken Henry
Kenneth Charles „Ken“ Henry (7. ledna 1929 Chicago, Illinois – 1. března 2009 Lake Bluff, Illinois) byl americký rychlobruslař.
První mezinárodní starty absolvoval v roce 1948. Na Zimních olympijských hrách 1948 skončil v závodě na 500 m na pátém místě, patnáctistovku dokončil na 22. příčce a na distanci 5000 m byl osmnáctý. Téhož roku startoval také na Mistrovství Evropy (14. místo). O rok později byl na Mistrovství světa čtvrtý, tutéž příčku obhájil i na světovém šampionátu 1950. Ze zimní olympiády 1952 si přivezl zlatou medaili za vítězství v závodě na 500 m (další tratě: 1500 m – 17. místo, 5000 m – 29. místo). V letech 1952 a 1955 se zúčastnil mistrovství světa a víceboj dokončil na 15. a 28. místě. Startoval také na ZOH 1956, kde se na pětistovce umístil na 17. příčce.
Byl pověřen zapálením olympijského ohně při slavnostním zahájení Zimních olympijských her 1960 v kalifornském Squaw Valley. Působil jako trenér rychlobruslařského týmu USA na ZOH 1968. Byl také profesionálním golfistou.